# Norlina
Norlina é uma cidade  localizada no estado norte-americano de Carolina do Norte, no Condado de Warren.

## Demografia
Segundo o censo norte-americano de 2000, a sua população era de 1107 habitantes.
Em 2006, foi estimada uma população de 1034, um decréscimo de 73 (-6.6%).

## Geografia
De acordo com o United States Census Bureau tem uma área de
2,9 km², dos quais 2,9 km² cobertos por terra e 0,0 km² cobertos por água.

## Localidades na vizinhança
O diagrama seguinte representa as localidades num raio de 24 km ao redor de Norlina.